# River House Condominiums
River House Condominiums es un rascacielos residencial construido en la orilla oeste del Grand River en el centro de Grand Rapids, una ciudad del estado de Míchigan (Estados Unidos). Está ubicado junto a Bridgewater Place. El término ‘Bridgewater Place’ se usa incorrectamente para referirse a todo el complejo o al River House Condominiums. Este es el edificio más alto de Grand Rapids, el edificio residencial más alto de Míchigan y el edificio más alto del estado fuera de Detroit. Comparte con el Bridgewater Place un garaje de estacionamiento sobre el suelo de 7 pisos.

## Historia
El primer propietario se mudó en noviembre de 2008. Aunque casi 140 de las 207 unidades iniciales (condominios/áticos) estaban bajo contrato previo a la construcción, 56 posibles compradores se retiraron y fueron demandados por el desarrollador. Esas unidades fueron devueltas al desarrollador tras un fallo no vinculante sobre los contratos del juez de circuito del condado de Kent, Donald Johnston debido a un tecnicismo en los acuerdos de compra redactados por el bufete de abogados Varnum.
Tras la revocación de los contratos, las promociones (incluso con pérdidas para el desarrollador) catalizaron las ventas. El 90 % de las unidades se vendieron en diciembre de 2011, lo que provocó una transferencia total del Desarrollador a la Asociación de Propietarios. 
A finales de 2012 se vendieron 198 unidades. Debido a la combinación de algunos condominios o áticos por parte de los compradores, el número total de unidades se redujo de 207 a 205.

### Eventos comunitarios
Antes de su venta inicial, algunos condominios más grandes se utilizaron como pequeñas salas de conciertos para algunas bandas de renombre antes de sus actuaciones en Van Andel Arena o DeVos Place Convention Center. 
50 Cent (Curtis Jackson), filmó una escena para su película, "The Gun" en un ático de River House.